# Магаданский областной краеведческий музей
Магаданский областной краеведческий музей — культурно-образовательное и научно-просветительское государственное бюджетное учреждение в городе Магадане Российской Федерации. Один из крупнейших научно-просветительских музеев на Северо-Востоке.
В собрании музея находятся археологическая и картографическая коллекции, документальный фонд исторических документов и фотографий, большая коллекция скульптуры и живописи, декоративно-прикладного искусства, зоологическая и нумизматическая коллекции, фономатериалы, историко-бытовые предметы коренных народов Северо-Востока, а также более четырнадцати тысяч книг и свыше шести тысяч вещественных памятников истории и культуры. Всего музей содержит 248219 единиц хранения.
Музей проводит научно-исследовательскую работу в этнографии и археологии, изучает природу и историю Северо-Востока России с 1917 года. Приоритетным направлением является изучение истории Севвостлага.
Почтовый адрес: 685000, г. Магадан, пр-т Карла Маркса, 55.

## История
Музей был открыт 30 марта 1934 года. До 1953 года назвался Охотско-Колымский краеведческий музей. Изначально основу музея составляли экспонаты первой краеведческой февральской выставки, приуроченной к I съезду колхозников Колымы. На момент создания фонд музея составлял 600 предметов этнографии якутов и эвенов. К 1936 году коллекция музея составляла уже более трёх с половиной тысяч экспонатов, в том числе благодаря первооткрывателям и геологам С. Д. Раковскому и В. А. Цареградскому. В 1940-е годы коллекция музея значительно пополнилась благодаря экспедициям профессора и академика СССР А. П. Окладникова. В 1954 году состоялась первая этнографическая экспедиция музея под руководством Заслуженного работника культуры РСФСР А. В. Беляевой. В 1960 году при музее была создана передвижная выставка. С 1975 по 2013 год музеем руководил Заслуженный работник культуры России С. Г. Бекаревич. До 1983 года  музей находился в здании бывшей комендатуры Дальстроя по адресу: ул. Пролетарская  20-а. С весны 1983 года музей переехал в специально построенное для него новое здание площадью 4300 кв. метров. Площадь современного здания музея составляет около 1 700 кв. метров. В музее открыты шесть постоянных экспозиций.

## Экспозиции
В числе постоянных экспозиций музея:
- экспозиция «Дальстрой»
- экспозиция «Мир камня»
- экспозиция «Природа Севера»
- экспозиция «Люди земли и моря»
- экспозиция «Колыма. Севвостлаг 1932-1956»

## Коллекции

### Археология
Самая большая по численности коллекция в фонде музея, насчитывающая около ста двадцати тысяч экспонатов. В неё входят предметы косторезного искусства и каменной пластики, наконечники стрел и копий, скребки, ножи, различные заготовки, а также коллекция ритуальных граффити.

### Этнография
Этнографическая коллекция составляет более трех тысяч исторических предметов быта и орудий труда, одежды, игрушек и средств передвижения коренных народов Северо-Востока, таких как чукчи, эвены, коряки, эскимосы, юкагиры, чуванцы и якуты. Особый интерес представляют культовые амулеты и ритуальные шаманские атрибуты.

### Скульптура и ДПИ
Коллекция скульптуры и предметов декоративно-прикладного искусства состоит из более одной тысячи работ 64 авторов, среди которых известные Народные и Заслуженные художники РСФСР, авторы жанровой, портретной и анималистической скульптуры, такие как Александр Рукавишников, Андрей Марц, Фридрих Согоян, Борис Пленкин, Евгений Рапопорт, Алексей Цветков, Геннадий Васильев, Леонид Берлин, Александр Белашов, Исаак Бродский, Ян Нейман, Размик Мурадян, Светлана и Марина Островские, Юрий Злотя, Александр Игнатьев, Елена Преображенская, Любовь Холина, Кира Суворова, а также репрессированный советский скульптор Михаил Ракитин.

### Живопись и графика
В коллекцию живописи и графики включены работы 150 художников Магадана и других регионов России. Среди них такие общепризнанные авторы, как Дмитрий Налбадян, Алексей Ерёмин, Владимир Стожаров, Евсей Моисеенко, Людмила Скубко-Карпас, Виктор Рейхет, Николай Третьяков, Владимир Токарев, Александр Ситников, Виктор Сорокин, Чингиз Фарзалиев, Кирилл Шебеко, Дмитрий Косьмин, Иван Рыбачук, Николай Долбилкин, Герц Шлосманис и другие.  

### Естественная история
Пятитысячная коллекция зоологических, палеонтологических и ботанических предметов, раскрывающая флору и фауну Магаданской области, среди которых чучела птиц, рыб, млекопитающих и насекомых Магаданской области, включая те редкие виды, которые занесены в Красную книгу. Геолого-минералогическая коллекция включает более полутора тысяч образцов различных минералов, цветного поделочного камня с месторождений Магаданской области и Чукотки и горных пород.

### Документы и картография
В фонде музея содержится свыше двадцати восьми тысяч документов и более четырёхсот географических карт. В их числе редкие издания и документы тунгусских родов.

### Книжный фонд и предметы печатной продукции
В коллекциях книжного фонда и печатной продукции представлены книги, плакаты, афиши и другие издания в количестве свыше 17 тысяч экземпляров. В том числе, имеются издания Магаданского книжного издательства.

### Нумизматика
Нумизматическая коллекция музея составляет свыше восьми тысяч монет различных эпох: от эпохи Российской империи до эпохи СССР и других стран Европы и Азии.

### Социальные комплексы
Социальная коллекция содержит свыше шести тысяч свидетельств развития истории и культуры в Магадане и Магаданской области. Это различные вымпелы, знамёна, оптические приборы, модели морских судов и самолётов, предметы быта, одежда и продукция предприятий местной промышленности.  

### Фото- и фономатериалы
В коллекциях фоно- и фотоматериалов находятся свыше шестидесяти тысяч фотографий, свидетельствующих об истории развития региона, в том числе из личных архивов жителей Магаданской области, и свыше двухсот единиц различных грампластинок, магнитных лент и аудиозаписей с голосами истории края.

## Выставки
Только в XXI веке музеем было организовано около 150 выставок. Из них наиболее известные:
- «Миллиард улыбок». Выставка новогодних открыток В. И. Зарубина — 2014
- «Стена Скорби». Совместный проект Государственного музея истории ГУЛАГа и Фонда Памяти — 2017
- «Дальстрой в годы Великой Отечественной войны 1941-1945» — 2017— 2018
- Передвижная выставка «Отражение времени», посв. 65-летию образования Магаданской области — 2018
- «Колымские судьбы». Судьбы незаконно репрессированных людей — 2019
- «Магадан. Время, события, люди» — 2019
- «Две судьбы». Выставка графических работ Михаила Шемякина к стихам и песням Владимира Высоцкого — 2019

## Издания музея
- Сборник «Краеведческие записки» (издаётся с 1957 года по настоящее время).
- Каменный век Чукотки. Магадан, 2005 год.
- Каталог выставки «Реликвии войны». Из фондов музея.
- Каталог выставки "Возвращённые к жизни". Реставрация.
- Солодовников, А. А. Сеймчанский след. Сборник стихотворений, 2017 год.

## Администрация музея
- Директор — А. А. Орехов
- Заместитель директора по научной работе — А. Ю. Волчков
- Заместитель директора по культурно-просветительной и организационной работе — Н. В. Мальцева
- Заместитель директора по инновационной и коммерческой деятельности — А. В. Ковалёв
- Главный хранитель — В. С. Орехова